# Philip Ricci
Philip Ricci, né le 31 mai 1980, à Sacramento, en Californie, est un joueur américain de basket-ball. Il évolue au poste d'ailier fort.